# Johann Adam Pollich
Johann Adam Pollich o Johan Adam Pollich (1 de gener de 1741, Kaiserslautern – 24 de febrer de 1780) va ser un metge, botànic i entomòleg alemany.
Va estudiar medicina a Estrasburg,i després de graduar-se va practicar la medicina per un curt període. A partir de 1764 va dedicar les seves energies a les ciències naturals. El 1776 va publicar el primer volum d'Historia plantarum in Palatinatu, seguit pels volums II i III l'any següent. A causa de les seves excel·lents descripcions de les plantes, aquest treball va ser molt elogiat pels contemporanis de Pollich.

## Obra
- 1763: Dissertatio physiologico-medica de nutrimento incremento statu ac decremento corporis humani. 20 S. Argentorati: Heitz (Dissertació mèdica)
- 1776-1777: Historia plantarum in Palatinatu electorali sponte nascentium incepta, secundum systema sexuale digesta. Bd. 1 : 454 S.; Bd. 2: 664 S.; Bd. 3: 320 S. - Mannhemii, apud Christian Friedrich Schwan (1733-1815).
- 1779: Beschreibung einiger Insecten, die noch im Linné’schen System fehlen und um Weilburg vorkommen.
- 1781: Von den Insecten die in Linne's Natursystem nicht befindlich sind. Bemerk. Kuhrpfälz. phys.-oek. Ges., 1779: 252-287.
- 1783: Descriptio insectorum Palatinorum. Act. Leopoldina VII.